# Gondos Imre
Gondos Imre (?) magyar építész.

## Élete
Életéről kevés adat ismert. A 20. század elején működött, és néhány bérház építése során tűnt fel a neve. A budapesti Bertalan Lajos utca 20. szám alatt álló bérháza a hullámzó növényi díszítéssel hívja fel magára figyelmet. Gondos szobrászokkal is rendszeresen dolgozott együtt, számos, a Királyi Magyarország területén álló köztéri szobor talapzatát, építészeti részét ő tervezte.
Élete talán fő műve lett volna a hatalmas, kupolás zsinagóga, amelynek terveit a budai zsinagóga pályázatára küldte be. Több más pályázat is beérkezett, de a zsinagóga végül nem került kivitelezésre.

## Ismert épületei, építményei
- 1910–1914: lakóház, Budapest, Bertalan Lajos utca 20.[1]
- 1912–1913: Szirch Antal és neje villája, Budapest, Ménesi út 7.[3][4]

### Ismert emlékművei
- 1906: Kiss Ernő egykori szobra, Nagybecskerek, Trg Slobode 10. (a szobrászati rész Radnai Béla munkája, 1919-ben felrobbantották)[5]
- 1911: Kossuth-szobor talapzata, Sátoraljaújhely (a szobrászati rész Gárdos Aladár munkája)[1][6]
- 1912: Damjanich-emlékmű, Szolnok, Gutenberg tér 1. (a szobrászati rész Radnai Béla munkája)[7]
- 1914: Pázmány Péter-szobor talapzata, Budapest, Horváth Mihály tér (a szobrászati rész Radnai Béla munkája)[1][8]

### Tervben maradt épületei
- 1912: Budai zsinagóga, Budapest, Krisztina körút–Széll Kálmán tér[2]